# Етикета
Етикета или декларација производа је углавном парче папира ситно куцаног текста налепљено или везано за неки производ на коме се наводе све за потрошача битне карактеристике тог производа. Декларације производа такође могу бити одштанпане на сам производ, садржати разне знакове о усаглашености као нпр CE, FCC, TÜV, ЯU, RoHS, ЕАС и сл. Шта на етикети односно декларацији треба да се налази је дефинисано међународним и локалним прописима. Оно што је већини заједничко је земља порекла. За текстилне производе на етикети се помоћу знакова наводи начин одржавања нпр. како и да ли прати, пеглати и сл. За креме рок трајања од тренутка отварања. За прехрамбене производе нутритивна табела, рок трајања, да ли садржи неки алерген и сл. Постоје такође и етикете којима се означава када је неки апарат контролисан, нпр. ПП апарати.